# Charlie Dodson
Charlie Dodson (Manchester, 1902) was een Brits motor- en autocoureur die vooral succesvol was in de jaren twintig.
Charlie Dodson werd in 1902 geboren in Manchester als zoon van een advocaat en als jongste van vier kinderen. Op zijn vijfde jaar overleed zijn vader. Charlie wilde een technisch beroep uitoefenen en toen hij 17 jaar was ging hij als leerling bij de Royal Ruby motorfietsenfabriek werken. Zijn chef onderkende zijn talent en moedigde hem aan om een racemotor te bouwen. Dodson bouwde in zijn vrije tijd een 350cc racer waarmee hij in het seizoen 1922 met beperkt succes aan races deelnam. Kort daarna werd de fabriek gesloten (waarschijnlijk verhuisde de productie naar Bolton), waardoor ook aan het leerlingschap van Charlie Dodson een einde kwam.

## Sunbeam

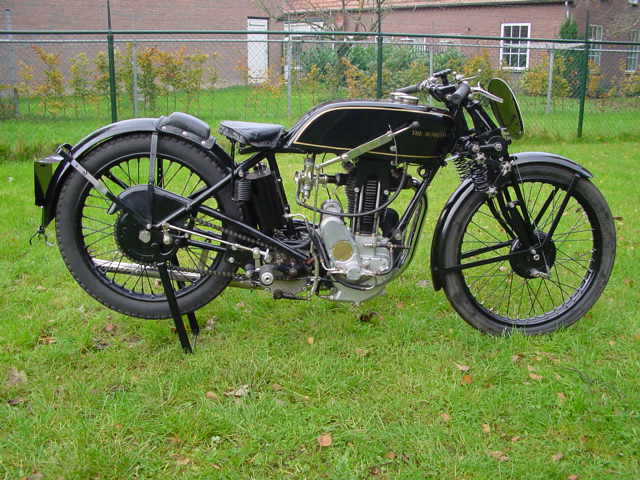
Sunbeam M90 500cc racer uit 1928

Zijn moeder was bereid hem te ondersteunen in zijn racecarrière en zij kocht in 1923 voor £ 132,= een gloednieuwe 500cc Sunbeam "Long Stroke". Charlie maakte echter zijn debuut op het eiland Man met een oudere 350cc Sunbeam. Hij werd in 1924 9e tijdens het Manx Amateur Road Race Championship nadat hij tijdens de race diverse problemen had ondervonden. In 1925 nam hij deel aan de Ultra-Lightweight TT, een 175cc race die toen voor de twee en laatste maal verreden werd. Hij reed met een DOT en eindigde als 6e, maar feitelijk ook als laatste. De zevende deelnemer viel uit. Met de 350cc Sunbeam werd hij 8e in de Junior TT. Later in het jaar startte hij toch weer in de Amateurrace, maar ditmaal viel hij uit. In 1926 reed hij alleen de Junior TT, waarin hij met een Sunbeam uitviel. Toch had hij genoeg indruk gemaakt op het management van Sunbeam om hem een contract als fabriekscoureur aan te bieden. In 1927 won het team van Sunbeam de teamprijs tijdens de Isle of Man TT, maar een overwinning zat er nog niet in. Charlie Dodson werd in de Senior TT slechts 8e, terwijl zijn teamgenoot Graham Walker 5e werd. In de Junior TT kwam Sunbeam er helemaal niet aan te pas: Dodson en Walker vielen uit, de beste Sunbeam-rijder was Tommy Spann, die 17e werd. De Senior TT van 1928 was een van de natste in de geschiedenis. De favorieten vielen in de regen en de dichte mist uit of zetten hun machines aan de kant. Graham Walker (inmiddels op een Rudge) reed aan de leiding toen Dodson bij Keppel Gate viel. Dodson stapte weer op, maar werd zwaar gehinderd doordat zijn voorspatbord verdwenen was en hij een constante spray van water en modder in zijn gezicht kreeg. Ook Dodson dacht eraan op te geven, tot hij Walker langs de kant zag staan. Hij zette door en won de race in de langzaamste tijd sinds jaren, maar met 7 minuten voorsprong op tweede man George Rowley met zijn AJS. In de Junior TT kwam geen enkele Sunbeam aan de eindstreep. In 1929 kwam het lage gewicht van Charlie Dodson goed van pas. Waarschijnlijk hielp dat hem aan de zege in de Senior TT. Hij was zes kilo lichter dan zijn concurrent Alec Bennett en daardoor kon hij een langere gearing op zijn machine gebruiken en dus een hogere topsnelheid rijden. Henry Tyrell-Smith (Rudge) had aan de leiding gereden maar was gevallen en daarna gebeurde Norton-rijder Percy "Tim" Hunt hetzelfde. Dodson won daardoor zijn tweede achtereenvolgende Senior TT en teamgenoot Bennett werd tweede. Tyrell-Smith werd ondanks zijn val toch nog derde. Sunbeam was inmiddels eigendom geworden van Imperial Chemical Industries. Dat wilde niet investeren in het merk Sunbeam en dus bleven de modellen voor 1930 - inclusief de racers - ongewijzigd. Daardoor werd Dodson in 1930 slechts 4e in de Senior TT, terwijl hij in de Junior TT uitviel.

## Excelsior
Na 1930 eindigde Dodson zijn samenwerking met Sunbeam. Hij ging naar Excelsior en met die machines kwam hij in drie klassen uit. De Excelsiors waren in het algemeen niet opgewassen tegen de concurrentie, vooral die van de Rudge Ulster modellen, maar in 1933 won Charlie Dodson de 250cc Grand Prix van Zweden en daardoor werd hij Europees kampioen.

## New Imperial
Charlie Dodson beëindigde zijn racecarrière in 1934, toen hij voor het merk New Imperial reed. Hij viel tijdens de Isle of Man TT in drie klassen uit, maar hij won wel de 250cc klasse van de Ulster Grand Prix.

## Op vier wielen
Na zijn tweewielercarrière ging Charlie Dodson deelnemen aan autoraces. Hij werd twee keer eerste in de prestigieuze RAC Tourist Trophy Race die werd gehouden op het Ards circuit bij Belfast. Deze jaarlijkse race stond open voor allerlei auto's, van kleine 750cc MG's tot zware "Bentley Blowers". Daarom werd er een ingewikkeld handicapsysteem gehanteerd waardoor het vaak in de laatste ronde nog niet duidelijk was wie er zou winnen. In 1934 won Charlie Dodson met een 1300cc MG Magnette, en in 1936 was hij co-rijder van Freddie Dixon in de winnende 1500cc Riley.

## Resultaten op het eiland Man
| Jaar | Race                 | Plaats | Merk         |
| ---- | -------------------- | ------ | ------------ |
| 1924 | MARCC                | 9e     | Sunbeam      |
| 1925 | Ultra-Lightweight TT | 6e     | DOT          |
| 1925 | Junior TT            | 8e     | Sunbeam      |
| 1925 | MARCC                | DNF    | Sunbeam      |
| 1926 | Junior TT            | DNF    | Sunbeam      |
| 1927 | Junior TT            | DNF    | Sunbeam      |
| 1927 | Senior TT            | 8e     | Sunbeam      |
| 1928 | Junior TT            | DNF    | Sunbeam      |
| 1928 | Senior TT            | 1e     | Sunbeam      |
| 1929 | Junior TT            | 4e     | Sunbeam      |
| 1929 | Senior TT            | 1e     | Sunbeam      |
| 1930 | Junior TT            | DNF    | Sunbeam      |
| 1930 | Senior TT            | 4e     | Sunbeam      |
| 1931 | Lightweight TT       | DNF    | Excelsior    |
| 1931 | Junior TT            | 6e     | Excelsior    |
| 1931 | Senior TT            | DNF    | Excelsior    |
| 1932 | Junior TT            | 4e     | Excelsior    |
| 1932 | Senior TT            | 5e     | Excelsior    |
| 1933 | Lightweight TT       | 2e     | New Imperial |
| 1933 | Junior TT            | DNF    | New Imperial |
| 1933 | Senior TT            | 14e    | New Imperial |
| 1934 | Lightweight TT       | DNF    | New Imperial |
| 1934 | Junior TT            | DNF    | New Imperial |
| 1934 | Senior TT            | DNF    | New Imperial |